# Pamiat Merkuria (1882)
El Pamiat' Merkuria (en ruso: Память Меркурия) fue un crucero no protegido a vapor de la Armada Imperial Rusa. Bautizado, inicialmente, con el nombre de Yaroslavl (en ruso: Ярославль), fue renombrado como Pamiat' Merkuria el 9 de abril de 1883.

## Características del buque
Era un buque de tres mástiles de acero y hierro con un espolón en su proa, que navegaba a vela y a vapor con una máquina de vapor que le proveía de 2450 CV de potencia y 14 nudos de velocidad.
Su armamento principal consistía en 6 cañones de 152 mm, 2 de ellos colocados uno a proa y otro a popa, los otros 4 estaban situados a los lados, todos sin protección alguna, al igual que el resto de su artillería: 4 cañones de 107 mm, 4 cañones de 47 mm y 4 cañones de 37 mm. Tenía, además, 4 tubos lanzatorpedos instalados sobre plataformas giratorias por encima del nivel del mar. 
El Pamiat' Merkuria tenía la reputación de ser un buque muy marinero.

## Historial

### Botadura y alistamiento
El crucero fue puesto en grada en 1879, en los astilleros de Le Havre, Francia. Fue botado el 10 de mayo de 1880 y alistado en marzo de 1882.

### Historia operacional
El crucero permaneció toda su carrera asignado a la Flota del Mar Negro.

### Baja
Fue dado de baja el 7 de abril de 1907, y utilizado para distintos servicios auxiliares en puerto en el mar Negro, hasta su desguace en 1939.